# Lumbago
Lumbago (pot. heksenszus, postrzał) – ból okolicy lędźwiowej. Jest jedną z najczęściej zgłaszanych dolegliwości. Szacuje się, że ok. 60–80% populacji ogólnej doświadcza jej przynajmniej raz w życiu, w danym momencie na ból okolicy lędźwiowej skarży się 15–30% populacji, natomiast w ciągu miesiąca 30–40%. Lumbago jest jedną z głównych przyczyn konsultacji lekarskich oraz absencji chorobowej w państwach uprzemysłowionych. Pomimo ogromnej skali problemu przyczyny tego rodzaju bólu nie są dostatecznie poznane, a diagnostyka polega przede wszystkim na wykluczeniu poważnych przyczyn, wymagających pilnego postępowania. U 90% wszystkich pacjentów z bólem okolicy lędźwiowej dolegliwości ustępują samoistnie w ciągu 6 tygodni.

## Etiologia
Zdecydowanie najczęściej przyczyną bólu są schorzenia stosunkowo „łagodne”, jak nadwerężenie kręgosłupa. Około 1% bólu spowodowany jest poważnymi chorobami, jak nowotwór i infekcja.
Do przyczyn lumbago zalicza się:
1. ból mechaniczny (97%);
2. nadwerężenie kręgosłupa (≥70%);
3. choroba zwyrodnieniowa krążka międzykręgowego i stawów międzykręgowych (4%);
4. wypuklina krążka międzykręgowego (4%);
5. złamanie osteoporotyczne w przebiegu osteoporozy (4%);
6. stenoza kanału kręgowego (3%);
7. kręgozmyk (3%);
8. ból niemechaniczny (1%);
9. nowotwór (0,7%);
10. reumatoidalne zapalenie stawów (0,3%);
11. infekcja (0,01%);
12. przyczyny pozakręgosłupowe/trzewne (2%):
  - narządy miednicy – zapalenie prostaty, zapalenie przydatków, endometrioza;
  - układ moczowy – kamica nerkowa, odmiedniczkowe zapalenie nerek;
  - tętniak aorty;
  - układ pokarmowy – zapalenie trzustki, zapalenie pęcherzyka żółciowego, wrzód żołądka;
  - półpasiec[7].

## Ból dyskogenny
Ból dyskogenny, czyli spowodowany degeneracją krążka międzykręgowego odpowiedzialny jest za zaledwie około 4% wszystkich zespołów bólowych okolicy lędźwiowej – relatywnie mało, ale biorąc pod uwagę częstość występowania bólu okolicy lędźwiowej schorzenie może dotyczyć nawet 1% populacji. Wraz z rozwojem technik neuroobrazowych (badanie MRI) degeneracja krążka międzykręgowego rozpoznawana jest bardzo często, niemniej rzadko powoduje dolegliwości wymagające leczenia operacyjnego. Pomimo dużej częstości występowania patomechanizm bólu w przebiegu dyskopatii ciągle nie jest dostatecznie poznany. Zwyrodnienie krążka międzykręgowego z następowym zwężeniem przestrzeni międzykręgowej zmienia rozkład sił działających na pozostałe elementy jednostki ruchowej kręgosłupa. Zwiększenie obciążenia wyrostków stawowych prowadzi do reakcji odczynowej, dochodzi do uszkodzenia chrząstki stawowej, oraz powstawania osteofitów. Ponadto zmiana geometrii doprowadza do przeciążenia więzadeł oraz mięśni. Każde z opisanych zjawisk może prowadzić do powstania głównego objawu choroby zwyrodnieniowej krążka międzykręgowego: bólu. W samym krążku międzykręgowym stwierdzono obecność nocyceptywnych zakończeń nerwowych. W najbardziej zewnętrznych warstwach pierścienia włóknistego metodami immunohistochemicznymi wykazano obecność włókien zawierających substancję P oraz VIP. Uważa się, że pęknięcia pierścienia włóknistego w przebiegu choroby zwyrodnieniowej krążka międzykręgowego stymulują te receptory. Również głębsze warstwy pierścienia włóknistego są unerwione bólowo, nieliczne badania wykazały nawet obecność receptorów w samym jądrze miażdżystym. Obecnie uważa się, że w reakcji na uszkodzenie mogą powstawać nowe włókna nerwowe. Ogniska proliferacji zidentyfikowano w przedniej, oraz ostatnio, w tylnej części krążka międzykręgowego. Stwierdzono, że uszkodzenie pierścienia włóknistego inicjuje wrastanie unaczynionej tkanki zapalnej wzdłuż szczeliny pęknięcia, naczyniom krwionośnym towarzyszą włókna czuciowe. Ponieważ wewnętrzne warstwy pierścienia nie są unaczynione, wydaje się, że proces ten przebiega koncentrycznie, od warstw najbardziej powierzchownych, w kierunku jądra miażdżystego. Pomimo jednoznacznych dowodów na obecność nocyceptywnych zakończeń nerwowych w krążkach międzykręgowych, ich rola w powstawaniu bólu dyskogennego jest niejasna. Często zdarza się, że pacjenci, u których wykazano w badaniu rezonansu magnetycznego znaczące zmiany zwyrodnieniowe krążka międzykręgowego w ogóle nie zgłaszają bólu, z kolei najbardziej czułe badanie mające wykazać krążek międzykręgowy jako źródło bólu – dyskografia – pomimo dużej czułości, charakteryzuje się małą specyficznością. Badanie to polega na podaniu określonej objętości płynu do jądra miażdżystego co powoduje zwiększenie ciśnienia śróddyskowego, które powoduje drażnienie nocyceptywnych zakończeń nerwowych w pierścieniu włóknistym. Częstość fałszywie dodatniego wyniku dyskografii prowokacyjnej, w zależności od badania, wynosi od 10–26%.

## Zalecenia Komisji Europejskiej[15][16]
W roku 2006 grupa robocza COST B13, działająca na zlecenie Komisji Europejskiej opracowała na podstawie przeglądu dostępnej literatury zalecenia dotyczące leczenia nieswoistego ostrego i przewlekłego bólu dolnej części pleców (ang. low back pain). Zgodnie z zaleceniami grupy roboczej pierwszą czynnością w diagnostyce bólu okolicy lędźwiowej jest zakwalifikowanie prezentowanego obrazu klinicznego do jednej z trzech kategorii:
1. poważna patologia kręgosłupa, w tym: choroba nowotworowa; złamanie kręgosłupa (lub inne zmiany pourazowe), w tym złamania patologiczne; infekcja kręgosłupa
2. towarzyszące dolegliwości o charakterze bólu korzeniowego (rwa kulszowa)
3. nieswoisty ból lędźwiowego (dolnego) odcinka kręgosłupa

Wstępna kwalifikacja odbywa się na podstawie wywiadu. Obecność następujących elementów nasuwa podejrzenie poważnej patologii wymagającej pilnego poszerzenia diagnostyki:
- wiek mniej niż 20 lat i więcej niż 50
- niedawny gwałtowny uraz
- stale postępujący, niemechaniczny ból (brak poprawy po odpoczynku w pozycji leżącej)
- ból w odcinku piersiowym
- choroba nowotworowa w wywiadzie
- dłuższe stosowanie kortykosteroidów
- stosowanie narkotyków, immunosupresja, zakażenie HIV
- ogólne złe samopoczucie
- nieuzasadniona utrata masy ciała
- poważne objawy neurologiczne (w tym zespół ogona końskiego)
- deformacje geometrii kręgosłupa
- gorączka

### Diagnostyka obrazowa
Badania obrazowe nie powinny być stosowane rutynowo u pacjentów z nieswoistym bólem okolicy lędźwiowej. Badanie rezonansu magnetycznego zalecane jest u pacjentów z podejrzeniem poważnej patologii oraz u pacjentów z objawami korzeniowymi (rwa kulszowa, udowa itp.). Zdjęcia przeglądowe RTG zalecane są u pacjentów z deformacjami, czyli nieprawidłową geometrią kręgosłupa.

### Zalecane postępowanie w bólu ostrym
- należy udzielić pacjentowi wyczerpujących informacji i uspokoić jego obawy
- nie należy zalecać pozostawania w łóżku
- należy zalecić pacjentowi pozostanie aktywnym i kontynuację wykonywanych czynności, w tym w miarę możliwości wykonywanie pracy zawodowej
- należy przepisać leki, jeśli to konieczne przeciwbólowe, najlepiej stosowane w regularnych odstępach czasu; lekiem pierwszego rzutu powinien być paracetamol (powszechne stosowanie paracetamolu w tej grupie chorych jest jednak kwestionowane[17]), ewentualnie niesteroidowe leki przeciwzapalne
- można rozważyć dodatkowo krótkotrwałe stosowanie leków zmniejszających napięcie mięśniowe, jeśli paracetamol i niesteroidowe leki przeciwzapalne nie są skuteczne
- można rozważyć skierowanie na fizjoterapię pacjenta, który nie jest w stanie wrócić do normalnej aktywności
- multidyscyplinarny program terapeutyczny w miejscu pracy może być opcją dla pacjentów z podostrym bólem dolnego odcinka kręgosłupa, którzy pozostają na zwolnieniu lekarskim przez 4–8 tygodni

### Zalecane postępowanie w bólu przewlekłym
- Leczenie zachowawcze:

Terapia poznawczo-behawioralna, kinezyterapia pod nadzorem, krótkie interwencje edukacyjne, multidyscyplinarne (biopsychospołeczne) programy leczenia – wszystkie opisywane metody są zalecane w przewlekłym nieswoistym bólu okolicy lędźwiowej. Można brać pod uwagę szkołę pleców (dla krótkotrwałej poprawy) oraz krótkie programy manipulacji. Nie są zalecane: fizykoterapia (zimno/ciepło, trakcja, laser, leczenia ultradźwiękami, diatermia krótkofalowa, prądy interferencyjne, masaże, leczenie gorsetowe). Nie jest zalecane stosowanie TENS.
- Leczenie farmakologiczne:

Krótkotrwałe stosowanie niesteroidowych leków przeciwzapalnych oraz słabych opioidów może być zalecane w celu zmniejszenia bólu. Można rozważyć noradrenergiczne-serotoninoergiczne leki antydepresyjne, leki zmniejszające napięcie mięśniowe oraz plastry z wyciągiem z Capsicum. Nie jest zalecane stosowanie gabapentyny.
Udowodniono, że leczenie zachowawcze w przewlekłym bólu lędźwiowym jest skuteczne, wykonalne i bezpieczne.
- Leczenie inwazyjne:

Nie są zalecane w leczeniu przewlekłego nieswoistego bólu ok. lędźwiowej: akupunktura, steroidowe iniekcje epiduralne, dostawowe podawanie steroidów, miejscowa blokada wyrostków stawowych, toksyna botulinowa, ablacja prądem RF wyrostków stawowych, IDET, ablacja RF grzbietowego zwoju rdzeniowego, stymulacja rdzenia kręgowego. Wstrzyknięcia do krążka międzykręgowego oraz terapia regeneracyjna krążka nie są zalecane. Przezskórna stymulacja nerwu (PENS) oraz neurorefleksoterapia jeśli dostępne mogą być rozważane. Leczenie chirurgiczne można rozważyć dopiero po 2 latach bezskutecznego stosowania metod zachowawczych, w tym multidyscyplinarnych, złożonych programów terapii poznawczej i kinezjoterapii, jeśli są dostępne. Po spełnieniu tych warunków można zaproponować zabieg chirurgiczny starannie dobranym pacjentom z maksymalnie 2-poziomową chorobą zwyrodnieniową krążka międzykręgowego.

## Klasyfikacja ICD10
| kod ICD10     | nazwa choroby                            |
| ------------- | ---------------------------------------- |
| ICD-10: M54.4 | Rwa kulszowa z bólem lędźwiowo-krzyżowym |
| ICD-10: M54.5 | Ból okolicy lędźwiowo-krzyżowej          |